# Château de Boulainvilliers
Château de Boulainvilliers, též Château de Passy byl hrad později přestavěný na zámek, který se rozkládal na území bývalé obce Passy v dnešním 16. pařížském obvodu.

## Historie
Hrad Passy byl postaven před rokem 1381. Dne 13. dubna 1722 jej koupil bankéř Samuel Bernard (1651–1739) pro svou milenku Manon Dancourtovou (1684–1745). Stavbu upravil architekt Jules-Robert de Cotte (1683–1767). Nový zámek byl postaven na půdorysu ve tvaru písmene U otevřené k severozápadu. Nacházel se na křižovatce mezi dnešní Rue Raynouard a Rue des Marronniers. Jeho jihovýchodní strana byla ohraničena současnou Rue Raynouard a jeho severovýchodní strana současnou Rue des Vignes. Zámek obklopoval rozsáhlý park. Sídlo se táhlo od Seiny k sídlu Maison de Radio France na západě, k Avenue Mozart na východě a od Rue des Vignes na sever k Rue des Tombeaux, nyní Rue de l'Assomption na jihu. Na druhé straně této ulice se rozkládalo panství Tuilerie, kde později vznikla obec Auteuil.
Po své smrti v roce 1739 odkázal Samuel Bernard zámek Passy herečce Manon Dancourtové, ale ta jej prodala ještě téhož roku Gabrielovi Bernardovi de Rieux, synovi Samuela Bernarda. Gabriel Bernard de Rieux zde bydlel až do své smrti v roce 1745 a poté jej zdědil jeho syn Anne Gabriel de Boulainvilliers (1724–1798), který přijal jméno Boulainvilliers, podle rodiny své manželky. Tím se změnilo i pojmenování zámku.
Anne Gabriel Bernard de Boulainvilliers zámek v roce 1747 pronajal doživotně hlavnímu výběrčímu daní Alexandrovi Le Riche de La Pouplinière (1693–1762), který zde až do své smrti přijímal umělce, spisovatele a významné šlechtice.
Poté v paláci bydlel Anne Gabriel Bernard de Boulainvilliers až do roku 1769, kdy jej doživotně pronajal Ludvíkovi Bourbonskému. Ten zde bydlel se svou dcerou Luisou Marií Adelaidou až do své smrti v roce 1793. Jeho snacha, Marie Tereza Luisa Savojská, princezna z Lamballe koupila v roce 1783 sousední palác, který dodnes nese název hôtel de Lamballe.
V roce 1794 Anne Gabriel Bernard de Boulainvilliers prodal panství, které zůstalo za Francouzské revoluce nedotčené.
V roce 1815 byly zahrady paláce zdevastovány okupačními vojsky.
Panství prodal 10. března 1825 notář Cabal-Castel společnosti Roëhn, která vyměřila ulice, vytvořila tak novou čtvrť Boulainvilliers a pozemky rozprodala stavitelům.
Rue du Ranelagh byla otevřena od roku 1825, Rue de Boulainvilliers v roce 1828, Hameau de Boulainvilliers v roce 1838, Rue des Marronniers v letech 1842–1849.
Velkou část získal průmyslník a filantrop David Singer a také Louis Mors, zakladatel Automobiles Mors.